# Paula Canerva
Paula Canerva (* 1953) ist eine ehemalige andorranische Skirennläuferin.

## Werdegang
Canerva war 1970 bei den Weltmeisterschaften im italienischen Gröden Mitglied des vierköpfigen Teams, mit dem Andorra erstmals an einer Alpinen Ski-WM teilnahm.
In der Abfahrt belegte sie unter 43 gewerteten Fahrerinnen Platz 31. Im Slalom schied sie im ersten Durchgang aus.